# Command & Conquer (videójáték, 1995)

## Jellemzés
A Westwood Studios második stratégiai játéka, a korábbi Dune 2 alkotásuk tökéletesített játékmenetével és rendszerével lett az 1995-ben megjelent Command & Conquer (vagy C&C: Tiberian Dawn) az RTS játékok etalonja, ősatyja.

## Történet
1995-ben az olaszországi Tevere folyó mellett egy meteorit csapódott be, mely rejtélyes kristályt terjesztett szét a közelben. Ám hamarosan kiderült, az idegen anyag rendkívül gyorsan képes terjedni és jelentős környezeti károkat okozva el is kezdett burjánzani, a földi élővilág pedig nem volt képes megfelelő természetes védelmet fejleszteni ilyen rövid idő alatt, így az ökoszisztémát is súlyosan rongálta és pusztította. A növényekben, állatokban sőt az emberekben is az új anyag különös sugárzása betegségeket és mutációkat okozott.
Mire belátták a veszély nagyságát, már megállíthatatlanul terjedt, a kutatók ezek után nevezték el tiberiumnak.
A jelenség megosztotta az emberiséget, az ENSZ és a G8-ak gazdasági-katonai nagyhatalmai azonnali megállításra törekedtek. Viszont akadtak olyanok is, akik látva a környezetben végbemenő elképesztő változásokat és az emberi faj mutálódását, nem kívánták felvenni a harcot a jövevénnyel szemben. Hamarosan pedig színrelépett Kane, egy forradalmi elme, aki a bibliai Kain után nevezte el magát. Meg volt róla győződve, hogy a tiberium megmentheti az emberiséget, sőt biológiai fejlődését is elősegítheti ha megkaparintják és felhasználják a benne rejlő hatalmas energiát. Így alakult meg a Brotherhood of Nod, a Nod Testvérisége. Titokban dolgoztak, figyelték a Nyugat lépéseit, ám ez nem volt elég. A Testvériség messiásként tisztelt vezetője, Kane felfegyverezte a NOD-ot, majd szabotálni kezdte a nagyhatalmak tiberium-ellenes törekvéseit. Válaszképp a Nyugat létrehozta a Global Defense Initiative (Globális Védelmi Összefogás) titkos katonai szervezetét, a GDI-t. Harcok bontakoztak ki a tiberium birtoklásáért, végeredményeképp pedig általános háborúba torkollott és megkezdődött az Első Tiberium Háború.

## Játékmenet

### Általános RTS vonások
Az első teljesen valós idejű stratégia játék a Dune 2 volt, mégis a komoly előrelépés a C&C lett.
Mivel valós idejű, nem körökre osztott, így párhuzamosan építkeznek és gyártanak a játékosok illetve a Gépi MI irányítású játékosok is egyaránt. Tehát nem kell megvárni ellenfelünk lépéseit, eredményeképp pedig jóval gyorsabb csatározásokban lehetett részünk, pörgősebb játékmenettel együtt.
A játékmenet nagy vonalakban: A nyersanyagként felhasználható, kreditté alakítható tiberium-kristályokat, melyek mezőkön (a pályák egyes területei) teremnek, a begyűjtő járművekkel (arató (angol: Harvester)) lehet fokozatosan learatni, majd a finomítógyárakba szállítva automatikusan pénzzé válva felhasználható új épületek felhúzására, harci egységek kiképzésére. Az épületekben harci egységek képezhetőek, melyekkel az ellenfelek épületeit és egységeit lehet elpusztítani. A tiberium megújuló forrás, azonban a learatott tiberiummező nagyon lassan (és nem is teljesen) regenerálódik, learatás után már csak egy-két arató képes dolgozni rajta.
A C&C sorozat nagyon jól kidolgozott egyjátékos (single player) küldetésekkel rendelkezik, ezek száma kevés (a C&C II: Tiberian Sun-ban pl. egy Nod és egy GDI hadjárat elérhető), de meglehetősen sok küldetésből állnak. Az átvezető videókból, melyekben közismert színészek is játszanak, egész kis filmsorozat bontakozik ki. Lehetőség van randommap-játszmákra is (skirmish), amely funkció egy térképgenerátoron alapul: a játékos által adott beállítások alapján a program készít egy véletlen térképet. Valódi térképszerkesztő, amellyel a játékos manuálisan és teljesen testre szabhatja a térképet, azonban nincsen, így teljesen saját pályák készítésére nincs lehetőség.
Update: azóta létezik egy Final Sun nevezetű program, amellyel nem csupán a kész pályák szerkeszthetőek, de teljesen egyedi, saját pálya is készíthető. Van benne minden, amire szükség lehet: a trigger-editortól kezdve az utolsó fáig, szikladarabig bármi építhető/módosítható.